# 池田謙一
池田 謙一（いけだ けんいち、1955年7月7日 - ）は、日本の社会心理学者。同志社大学教授。学位は、博士（社会心理学）（東京大学）。

## 人物・経歴
- 1974年　大阪教育大学附属高等学校天王寺校舎卒業
- 1978年　東京大学文学部社会心理学科卒業
- 1982年　同博士課程中退。
- 1990年　明治学院大学法学部助教授（政治社会学・情報学）
- 1992年　東京大学文学部助教授（社会心理学）
- 1995年　「投票行動の認知社会心理学」で東京大学博士（社会心理学）
- 1997年　『転変する政治のリアリティ』で島田賞（日本社会心理学会）受賞2000年　東京大学大学院人文社会系研究科教授
- 2001年から2002年、2005年から2008年、2011年から2012年に日本社会心理学会常任理事、2000年から明るい選挙推進協会選挙行動研究会座長。
- 2013年　同志社大学社会学部メディア学科教授

## 著書
- 『緊急時の情報処理』（東京大学出版会、1986年）ISBN 4130130595
- 『社会のイメージの心理学』（サイエンス社、1993年）ISBN 4781906958
- 『転変する政治のリアリティ: 投票行動の認知社会心理学』（木鐸社、1997年）ISBN 483322240X
- 『コミュニケーション』（東京大学出版会、2000年） ISBN 4130341359
- 『政治のリアリティと社会心理: 平成小泉政治のダイナミックス』（木鐸社、2007年）ISBN 4833223848

## 共編著
- 『社会心理学・パースペクティブ』全3巻』（誠信書房、1989-1990年、安藤清志・大坊郁夫共編著）
- 『こころと社会』（東京大学出版会、1991年、村田光二共著）
- 『ネットワーキング・コミュニティ』（東京大学出版会、1997年、編著）
- 『インターネット・コミュニティと日常世界』（誠信書房、2005年、編著）
- 『ネットが変える消費者行動 クチコミの影響力の実証分析』（NTT出版、2008年、宮田加久子共編著）
- 『大震災に学ぶ社会科学 第8巻 震災から見える情報メディアとネットワーク』編 東洋経済新報社 2015